# بول بروسبر هنرس
بول بروسبر هنرس (13 مارس 1862 - 6 نوفمبر 1943) (بالفرنسية: Paul Prosper Henrys)‏ هو جنرال فرنسي خلال الحرب العالمية الأولى.

## مسيرته
في بداية حياته المهنية، كان هنرس متمركزًا في الجزائر الفرنسية. في عام 1912، شارك في الغزو الفرنسي للمغرب تحت قيادة الجنرال هوبير ليوطي. تم استبدال هنري بالعقيد جوزيف فرانسوا بويميرو في يوليو 1916، وتم إرساله لمحاربة الألمان على الجبهة الغربية.
قاد هنرس الجيش الفرنسي على جبهة مقدونيا في السنة الأخيرة من الحرب العالمية الأولى. بعد ذلك، كان رئيس البعثة العسكرية الفرنسية في بولندا خلال الحرب البولندية السوفيتية.